# Zilchiola
Zilchiola is een geslacht van uitgestorven weekdieren uit de klasse van de Gastropoda (slakken).

## Soorten
- Zilchiola francofurtana (Boettger, 1904) †
- Zilchiola gracilis (Sandberger, 1875) †